# Pinos Puente
Pinos Puente település Spanyolországban, Granada tartományban. Pinos Puente Moraleda de Zafayona, Íllora, Moclín, Atarfe, Santa Fe, Fuente Vaqueros, Láchar, Cijuela és Chimeneas községekkel határos. Lakosainak száma 9708 fő (2024).

## Népesség
A település népessége az elmúlt években az alábbi módon változott:
| Lakosok száma | 13 391 | 13 303 | 13 450 | 13 515 | 13 314 | 12 808 | 10 519 | 9930 | 9853 | 9708 |
|               | 2001   | 2004   | 2006   | 2009   | 2011   | 2014   | 2016   | 2019 | 2021 | 2024 |